# Carlos Burity
Carlos Burity, né le 14 novembre 1952 à Luanda et mort le 12 août 2020 à Luanda, est un musicien et chanteur angolais, spécialiste du style semba. 

## Biographie
Il meurt en août 2020 à 67 ans, des suites de problèmes respiratoires.

## Albums
- 1990, AngolaRitmo (premier album)
- 2010, Malalanza